# Cladobranchia
Cladobranchia (лат.) — подотряд голожаберных брюхоногих моллюсков.

## Описание
Голожаберные морские брюхоногие моллюски. Характеризуются жабрами, которые обычно находятся в боковом положении и модифицированы в цераты, а также пищеварительной железой, которая обычно разветвлена и соединена на другом конце с анальным отверстием в правом боковом положении.

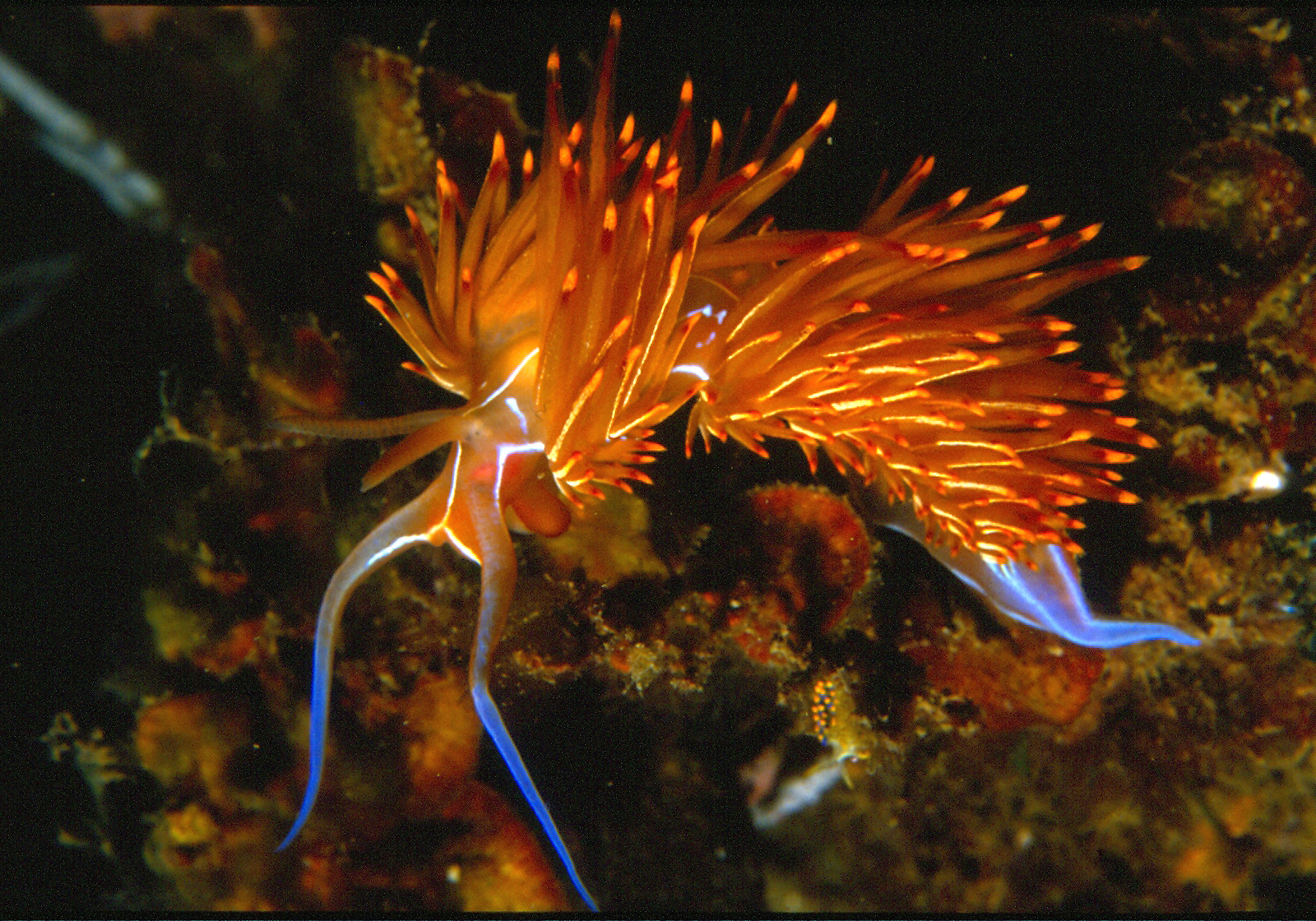
Nemesignis banyulensis
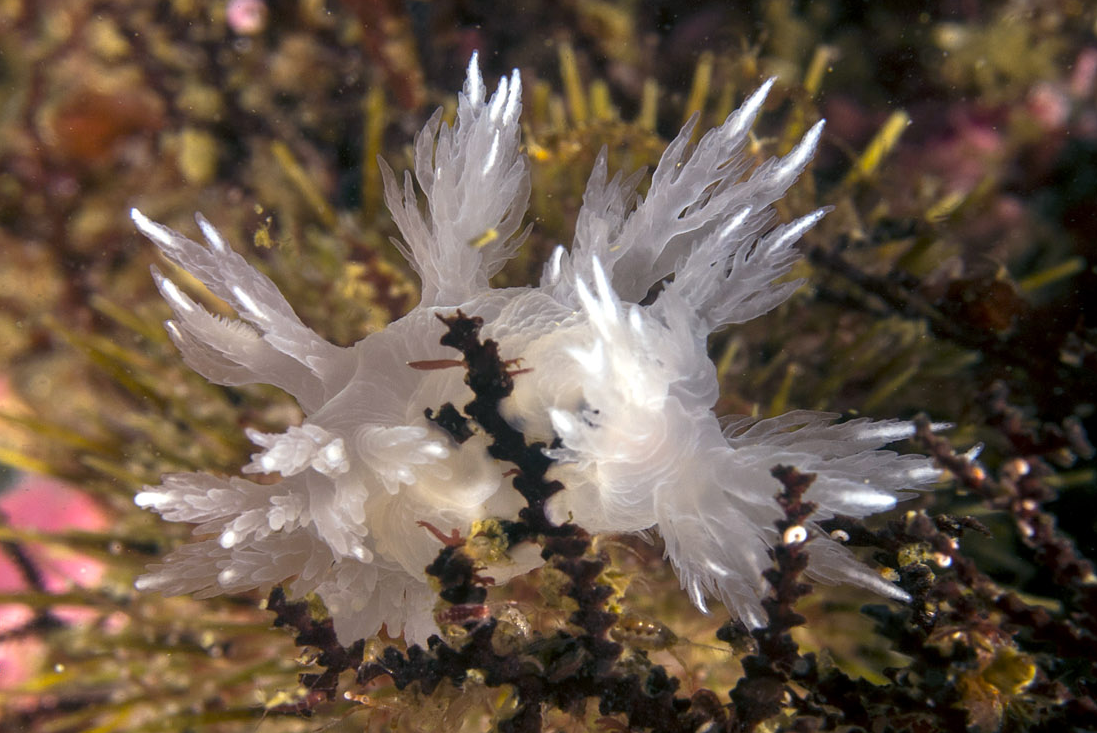
Dendronotus dalli

Cladobranchia — разнообразная (около 1000 видов), но малоизученная и малопонятная группа моллюсков, относящихся к морским слизням. Это также клада внутри Nudibranchia, которая представляет собой группу морских брюхоногих моллюсков, определяемых по потере раковины взрослого организма. В отсутствие защитной раковины у этих видов слизней развился целый ряд альтернативных защитных механизмов. Развитие химических и физических защитных механизмов позволило занять новые экологические ниши и, согласно гипотезе, послужило основным фактором диверсификации Nudibranchia.
Защитные стратегии Cladobranchia включают поглощение или синтез биохимически активных соединений, наличие предупреждающей (апосематической) окраски или криптической окраски для отпугивания или укрытия от хищников, соответственно, а также использование стрекательных органелл (нематоцист), полученных от хищников-клинид. Получение и синтез биохимически активных соединений позволили получить набор материалов, которые потенциально могут быть использованы для синтеза новых фармацевтических препаратов (например, Zalypsis, который в настоящее время проходит II фазу клинических испытаний для лечения различных видов рака; он изготовлен на основе химического вещества, выделенного из Jorunna funebris).

## Систематика
Было описано около 1000 видов, 160 родов и 50 семейств. Этот таксон, предложенный в 1984 году, затем заброшенный и, наконец, возрожденный, заменил таксон Dexiarchia примерно с 2017 года.

### клада Metarminida
- Надсемейство Metarminoidea. Это название недоступно в качестве названия надсемейства, поскольку оно не основано на роде. Оно используется здесь, поскольку пока не предложена замена[19].
  - Семейство Curnonidae
  - Семейство Dironidae
  - Семейство Embletoniidae
  - Семейство Goniaeolididae
  - Семейство Heroidae
  - Семейство Madrellidae
  - Семейство Pinufiidae
  - Семейство Proctonotidae

### клада Euarminida
- Надсемейство Arminoidea
  - Семейство Arminidae
  - Семейство Doridomorphidae

### клада Dendronotida
- Надсемейство Tritonioidea
  - Семейство Tritoniidae
  - Семейство Aranucidae
  - Семейство Bornellidae
  - Семейство Dotidae
  - Семейство Dendronotidae
  - Семейство Hancockiidae
  - Семейство Lomanotidae
  - Семейство Phylliroidae
  - Семейство Scyllaeidae
  - Семейство Tethydidae

### клада Aeolidida
- Надсемейство Flabellinoidea (= Pleuroprocta)
  - Семейство Flabellinidae
  - Семейство Notaeolidiidae
- Надсемейство Fionoidea
  - Семейство Fionidae
  - Семейство Calmidae
  - Семейство Eubranchidae
  - Семейство Pseudovermidae
  - Семейство Tergipedidae
- Надсемейство Aeolidioidea
  - Семейство Aeolidiidae
  - Семейство Facelinidae
  - Семейство Glaucidae
  - Семейство Piseinotecidae

### Комментарии
1. ↑  Статьи о биохимически активных соединениях из морских голожаберных для получения фармацевтических препаратов:[14][15][16].